# Slovenija na Evrovizijskem zboru leta
Slovenija je kot samostojna država na tekmovanju za Evrovizijski zbor leta prisotna že od samega začetka tega tekmovanja, leta 2017, ko je tudi zmagala.

## Slovenski udeleženci na Evrovizijskem zboru leta
| Leto | Država gostiteljica | Zbor         | Umetniški vodja/zborovodja | Skladbe                                          | Jezik     | Finale | Končno mesto |
| ---- | ------------------- | ------------ | -------------------------- | ------------------------------------------------ | --------- | ------ | ------------ |
| 2017 | Latvija, Riga       | Carmen Manet | Primož Kerštanj            | "Ta na Solbici" "Adrca" "Aj, zelena je vsa gora" | slovenski | DA     | 1.           |
| 2019 | Švedska, Göteborg   | Jazzva       | Jasna Žitnik               | "Spominčice"                                     | slovenski | DA     | 3.           |

## Komentatorji
| Leto | Komentator | Program        |
| ---- | ---------- | -------------- |
| 2017 | Igor Velše | TV Slovenija 1 |
| 2019 | Igor Velše | TV Slovenija 1 |